# La Chapelle-Monthodon
La Chapelle-Monthodon je francouzská obec v departementu Aisne v regionu Hauts-de-France. V roce 2012 zde žilo 189 obyvatel.

## Poloha
Obec leží u hranic departementu Aisne s departementem Marne, tedy u hranic regionu Hauts-de-France s regionem Grand Est. Sousední obce jsou: Baulne-en-Brie, Le Breuil (Marne), Courthiézy (Marne), Dormans (Marne), Igny-Comblizy (Marne) a Saint-Agnan.

## Vývoj počtu obyvatel
Počet obyvatel